# Recopa d'Europa de futbol 1964-65
La Recopa d'Europa de futbol 1964-65 fou la cinquena edició de la Recopa d'Europa de futbol. La competició fou guanyada pel West Ham United FC a la final davant del TSV 1860 München.

## Primera ronda
| Equip 1                    | Global | Equip 2                 | Anada | Tornada |
| -------------------------- | ------ | ----------------------- | ----- | ------- |
| PFC Slavia Sofia           | 3-1    | Cork Celtic             | 1-1   | 2-0     |
| Lausanne Sports            | 2-1    | Budapest Honvéd FC      | 2-0   | 0-1     |
| K.A.A. Gent                | 1-2    | West Ham United FC      | 0-1   | 1-1     |
| Spartak Praha Sokolovo     | 16-0   | Anorthosis Famagusta FC | 10-0  | 6-0     |
| Dundee FC                  | Bye    | -                       | -     | -       |
| Valletta                   | 1-8    | Reial Saragossa         | 0-3   | 1-5     |
| Sporting Clube de Portugal | Bye    | -                       | -     | -       |
| Esbjerg fB                 | 0-1    | Cardiff City            | 0-0   | 0-1     |
| Skeid Fotball              | 1-2    | FC Haka                 | 1-0   | 0-2     |
| Torino A.C.                | 5-3    | Fortuna 54              | 3-1   | 2-2     |
| Steaua Bucureşti           | 5-0    | Derry City FC           | 3-0   | 2-0     |
| AEK Atenes FC              | 2-3    | NK Dinamo de Zagreb     | 2-0   | 0-3     |
| ESV Admira-NÖ Energie Wien | 1-4    | Legia Varsòvia          | 1-3   | 0-1     |
| SC Aufbau Magdeburg        | 2-2¹   | Galatasaray SK          | 1-1   | 1-1     |
| FC Porto                   | 4-0    | Olympique de Lió        | 3-0   | 1-0     |
| US Luxemburg               | 0-10   | TSV 1860 München        | 0-4   | 0-6     |

¹El Galatasaray es classificà en el partit de desempat pel llançament de moneda en empatar 1-1.

## Segona ronda
| Equip 1                    | Global | Equip 2                | Anada | Tornada |
| -------------------------- | ------ | ---------------------- | ----- | ------- |
| PFC Slavia Sofia           | 2-2¹   | Lausanne Sports        | 1-0   | 1-2     |
| West Ham United FC         | 3-2    | Spartak Praha Sokolovo | 2-0   | 1-2     |
| Dundee FC                  | 3-4    | Reial Saragossa        | 2-2   | 1-2     |
| Sporting Clube de Portugal | 1-2    | Cardiff City           | 1-2   | 0-0     |
| FC Haka                    | 0-6    | Torino A.C.            | 0-1   | 0-5     |
| Steaua Bucureşti           | 1-5    | NK Dinamo de Zagreb    | 1-3   | 0-2     |
| Legia Varsòvia             | 2-2²   | Galatasaray SK         | 2-1   | 0-1     |
| FC Porto                   | 1-2    | TSV 1860 München       | 0-1   | 1-1     |

¹El Lausanne es classificà en el partit de desempat en vèncer per 3-2.

²El Legia es classificà en el partit de desempat en vèncer per 1-0.

## Quarts de final
| Equip 1         | Global | Equip 2             | Anada | Tornada |
| --------------- | ------ | ------------------- | ----- | ------- |
| Lausanne Sports | 4-6    | West Ham United FC  | 1-2   | 3-4     |
| Reial Saragossa | 3-2    | Cardiff City        | 2-2   | 1-0     |
| Torino A.C.     | 3-2    | NK Dinamo de Zagreb | 1-1   | 2-1     |
| Legia Varsòvia  | 0-4    | TSV 1860 München    | 0-4   | 0-0     |

## Semifinals
| Equip 1            | Global | Equip 2          | Anada | Tornada |
| ------------------ | ------ | ---------------- | ----- | ------- |
| West Ham United FC | 3-2    | Reial Saragossa  | 2-1   | 1-1     |
| Torino A.C.        | 3-3¹   | TSV 1860 München | 2-0   | 1-3     |

¹El TSV 1860 München es classificà en el partit de desempat en vèncer per 2-0.

## Final
| West Ham United FC | 2 – 0 | TSV 1860 München |
| ------------------ | ----- | ---------------- |
| Sealey 70' 72'     |       |                  |

| Guanyador de la Recopa d'Europa 1964-65 |
| --------------------------------------- |
| West Ham United FC Primer títol         |